# انگیزه عشق
انگیزهٔ عشق (انگلیسی: The Interest of Love؛ کره‌ای: 사랑의 이해) یک مجموعه تلویزیونی کره جنوبی سال ۲۰۲۲ با بازی یو یون سوک، مون گا یونگ، کوم سه روک و جونگ گا رام بر پایه رمانی با نام کره‌ای یکسان با مجموعه اثر لی هیوک جین است. این مجموعه از ۲۱ دسامبر ۲۰۲۲ تا ۹ فوریه ۲۰۲۳، روزهای چهارشنبه و پنجشنبه ساعت ۲۲:۳۰ (کی‌اس‌تی) از جی‌تی‌بی‌سی برای ۱۶ قسمت پخش شد. انگیزهٔ عشق همچنین برای استریم در نتفلیکس در مناطق منتخب قابل دسترسی است.